# Kanton Vavincourt
Vavincourt is een voormalig kanton van het Franse departement Meuse. Het kanton maakte deel uit van het arrondissement Bar-le-Duc.
In maart 2015 werd het kanton opgeheven en de gemeenten werden verdeeld over de nieuwgevormde kantons Bar-le-Duc-1 en 2. Érize-la-Brûlée, Érize-Saint-Dizier, Géry, Naives-Rosières, Raival, Resson, Rumont en Seigneulles werden ingedeeld bij het kanton Bar-le-Duc-1, Behonne, Chardogne en Vavincourt bij het kanton Bar-le-Duc-2.

## Gemeenten
Het kanton Vavincourt omvatte de volgende gemeenten:
- Behonne
- Chardogne
- Érize-la-Brûlée
- Érize-Saint-Dizier
- Géry
- Naives-Rosières
- Raival
- Resson
- Rumont
- Seigneulles
- Vavincourt (hoofdplaats)